# Canary Wharf (Metropolitano de Londres)
Canary Wharf é uma estação do metrô de Londres, pertencente à Jubilee line, inaugurada em 1999, que serve o bairro de nome similar. É integrada com a estação do Docklands Light Railway, aberta anteriormente, em 1987.[carece de fontes?]

## Galeria

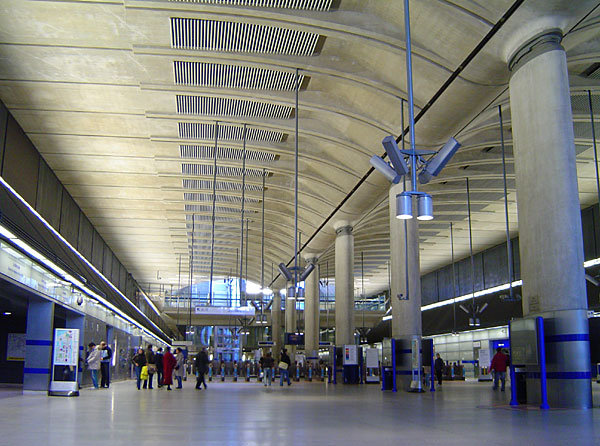
Por dentro da estação Canary Wharf.
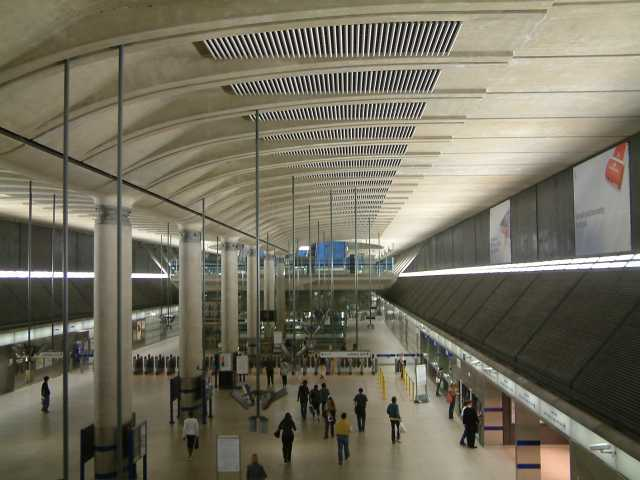
Vista superior.
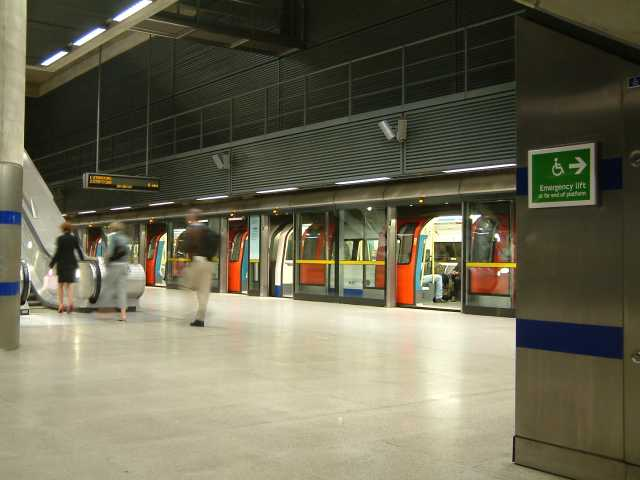
Trem parado na estação.

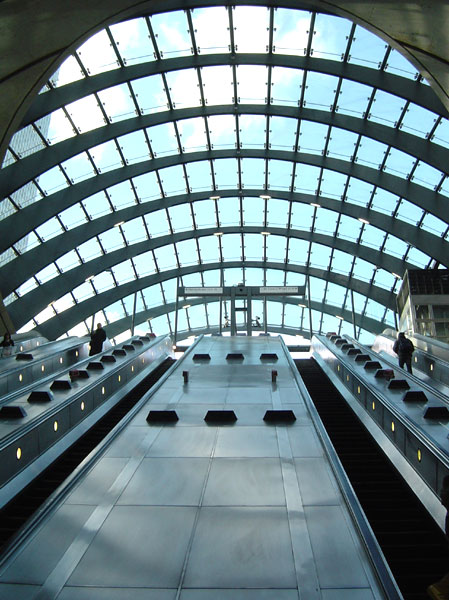
Vista da escala rolante de Canary Wharf.
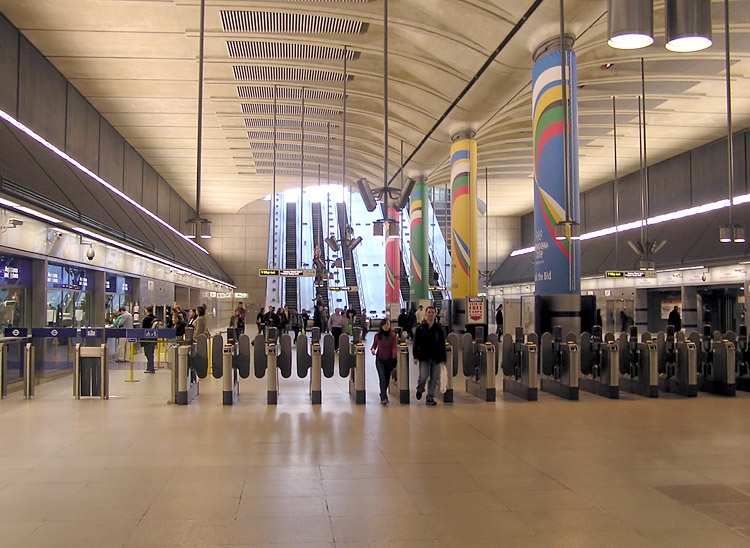
Bilheteria da estação.
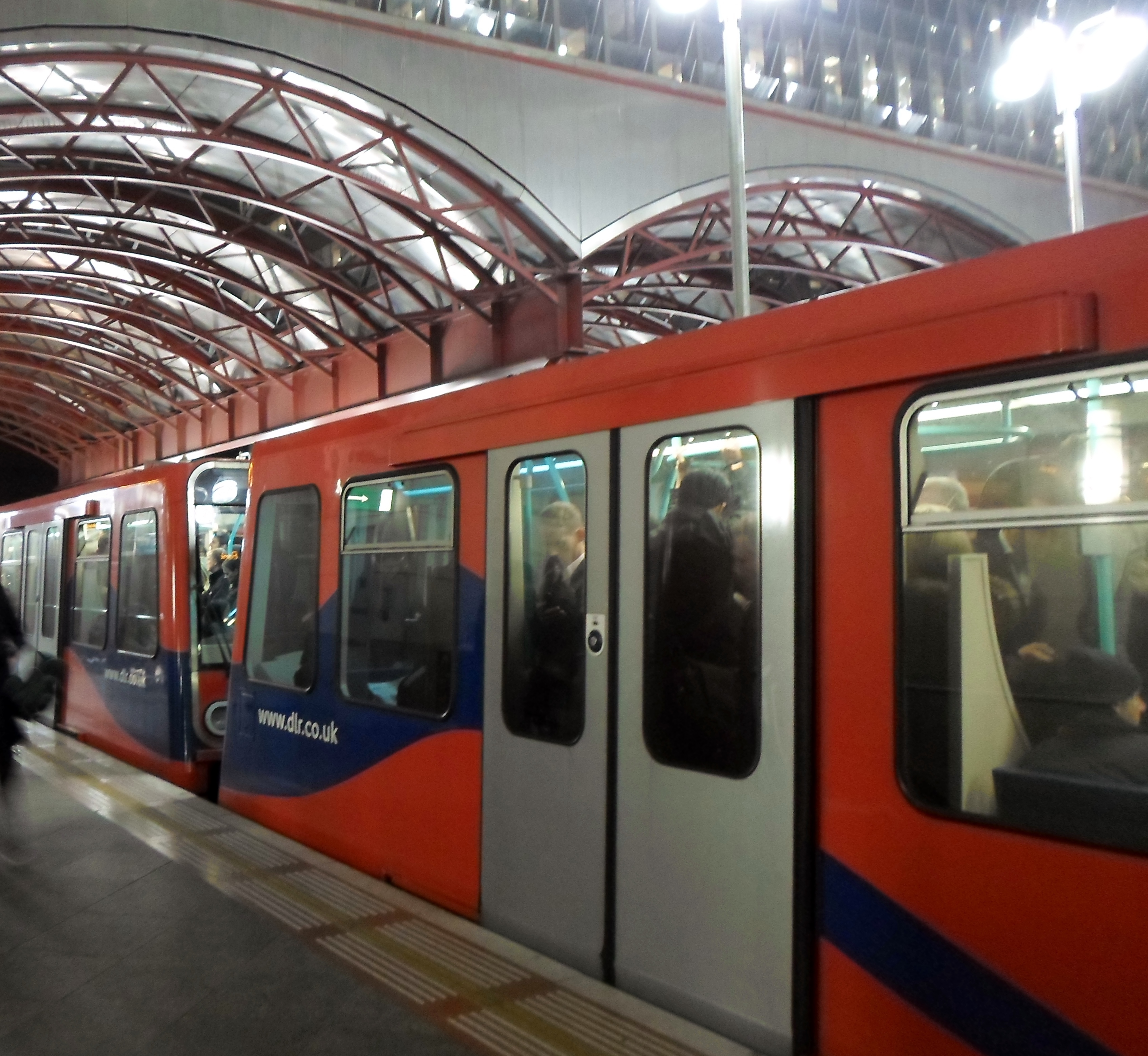
Trem do DLR parado na plataforma da estação.